# Vadkovice (Předotice)
Vadkovice jsou malá vesnice, část obce Předotice v okrese Písek v Jihočeském kraji. Nachází se asi půl kilometru západně od Předotic. Je zde evidováno 15 adres. V roce 2011 zde trvale žilo osmnáct obyvatel.
Vadkovice leží v katastrálním území Podolí II o výměře 2,91 km².

## Historie
První písemná zmínka o vesnici pochází z roku 1312.

## Obyvatelstvo
| Rok            | 1869 | 1880 | 1890 | 1900 | 1910 | 1921 | 1930 | 1950 | 1961 | 1970 | 1980 | 1991 | 2001 | 2011 | 2021 |
| -------------- | ---- | ---- | ---- | ---- | ---- | ---- | ---- | ---- | ---- | ---- | ---- | ---- | ---- | ---- | ---- |
| Počet obyvatel | 89   | 100  | 87   | 91   | 80   | 78   | 65   | 54   | 35   | 27   | 21   | 15   | 12   | 18   | 22   |
| Počet domů     | 14   | 14   | 14   | 14   | 14   | 15   | 16   | 15   | 15   | 8    | 7    | 8    | 14   | 14   | 14   |

## Obecní správa
Při sčítání lidu v letech 1850–1929 Vadkovice byly osadou obce Radobytce v okrese Písek. V letech 1930–1987 byly osadou obce Podolí II v okrese Písek. Od 1. ledna 1988 do 28. února 1990 byly částí obce Čížová v okrese Písek. Od 1. března 1990 jsou částí obce Předotice v okrese Písek.

## Pamětihodnosti
- Návesní kaple[10]